# ルゲラー

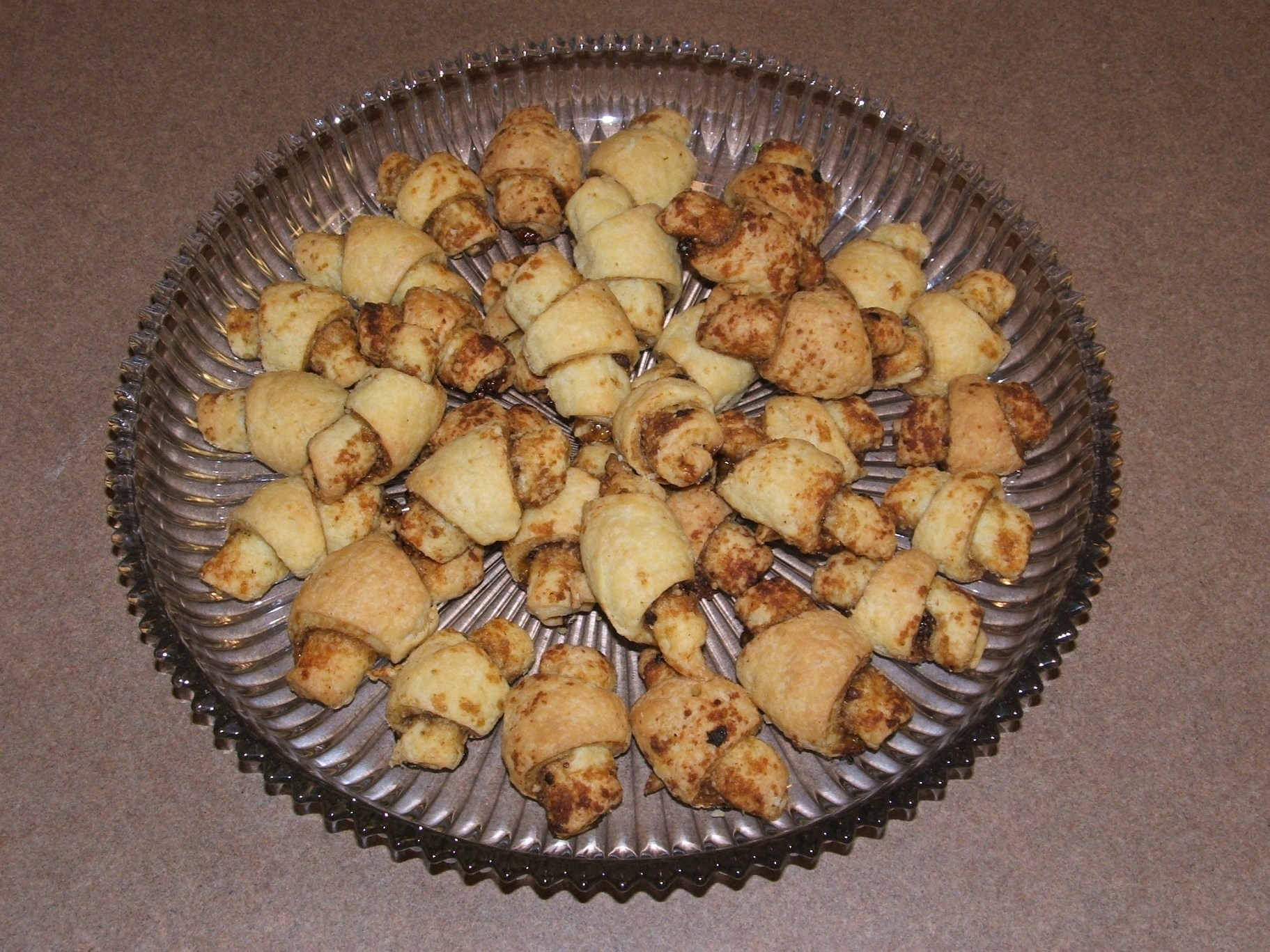
三日月形のルゲラー

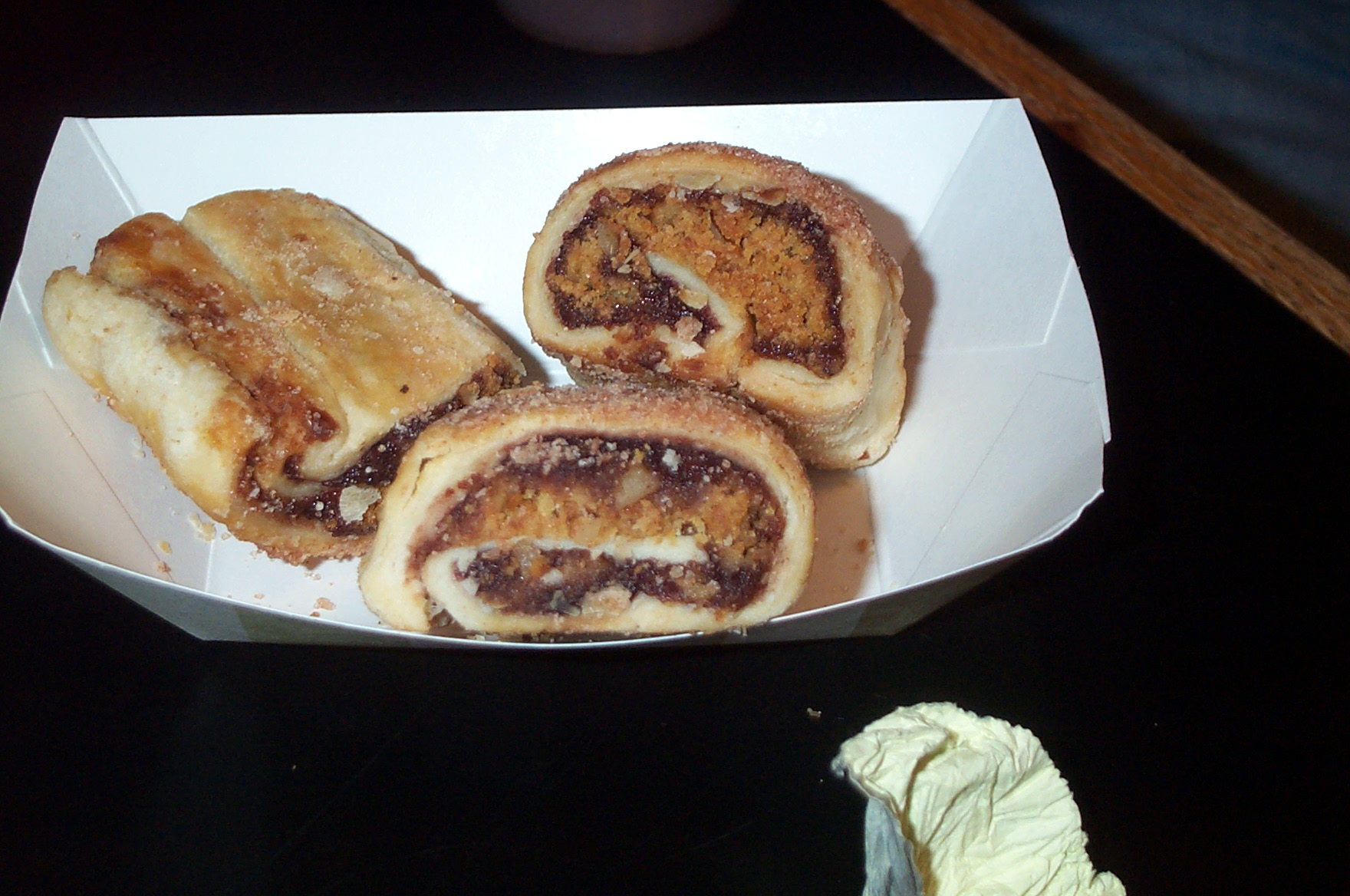
ルゲラーの断面

ルゲラー（[ˈruːɡələx]; ROO-ge-lahkh; イディッシュ語: רוגעלך; ヘブライ語: רוגלך）は、アシュケナージのユダヤ人の菓子パン、ペストリー。 イスラエルの日常生活にとけこみ、ほとんどのカフェやベーカリーで見かける。またアメリカや欧州に住むユダヤ人に愛されるスイーツ。

## ルゲラーとクロワッサン
伝統的なルゲラーの作り方は、パン生地を三日月形に伸ばして中身を包む。一部の資料によるとルゲラーとフランスのクロワッサンの起源は同じで、1683年、第二次ウィーン包囲でオスマン帝国に勝ったことと関係があると考えられる。とはいえ、これはあくまでも都市伝説であり、ルゲラーとその元とされるキプフェルはどちらも近世初期までさかのぼることができ、クロワッサンが今の形になった時期は19世紀以降（ヴィエノワズリー を参照）。 このことからクロワッサンはこのうちのどちらかから発展したと言われることが多い。
代わりにシュトルーデルまたは ナッツロールの作り方をしても、中身を包んで巻いた生地を焼く前に切り分ける点が特徴的。

## 語源
名前の由来は東ヨーロッパのユダヤ系イディッシュ語。Rugelach は複数形で、単数形 Rugel が意味する「ひねり」が、複数形で「小さくてひねったもの」を示し、このお菓子の名前になった。クロワッサンなど三日月形のペストリーは、イディッシュ語で Rugelach （曲がり角・曲がったもの）と呼び、イディッシュ語と互いに影響しあうポーランド語は rogale と呼ぶ。ポーランド語の呼び名には「動物の角や楽器のホルン」という意味がこめられ、このペストリーの三日月形を角やホルンに見立てているのだ。ポーランド語の rogale はイディッシュ語の rogale と発音がほぼ同じなうえ、意味もそれほどかけ離れていない。
rugelach のおいしさから、語源は rugel (王族) かもしれないという説もあるものの、「王族」はイディッシュ語で keniglich (קעניגליךּ) から派生しており、ルゲラーと王族を結びつける説には無理がある。  
現代 ヘブライ語と古来のヘブライ語を比べると、このペストリーを現代ヘブライ語でroglìt (רוֹגְלִית) と呼び、聖書時代の後の古いヘブライ語から「最後のブドウの木」という意味を受け継いでいるのだが、ヘブライ語を話す人々は rugelach (רוגלך) を使い続けている。おそらくイディッシュ語の ruglach がはじめにあり、あとからそれをヘブライ語に取り入れたとき rugelach という新語が生まれた。そのため、つづりと意味が似ていることもあり、 rugelach が定着したと考えることができる。
生地で具を包むペストリーや焼き菓子という意味でルゲラーを別のペストリーと混同することがある。たとえば「キッフェルン」(ドイツ)「キフリ」(en:Kifli・ユーゴスラビア、ハンガリー)「キフラ」(セルビア、ブルガリア、ボスニア、マケドニア)と呼ぶことがある。またイタリアでの呼び名は「クロスチュッリ」。（英語版 Kifliも参照。）

## 原材料
小麦粉とバターを合わせたルゲラーの生地にサワークリームやクリームチーズを練りこむ作り方のほかに、乳製品をいっさい使わないレシピもあり、食事のタブーが多いユダヤ教徒も、乳製品を使わないルゲラーであれば肉製品の食事といっしょに食べてもさしつかえがない上（食のタブー参照）、タブーにふれないため食後すぐに食べても許される。アメリカで生まれたクリームチーズドーナッツは登場してから未だ歴史が浅く、その点、ルゲラーなどサワークリームを用いた生地づくりはかなり昔から続く。
中身の素材はバラエティーが多く、レーズン、シナモン、チョコレート、ジャム、マジパン、くるみ、けしの実やナッツ、ドライフルーツ、缶詰フルーツを生地で巻きこむ。レーズンやドライフルーツはあらかじめ水かぬるま湯でもどしたり、ナッツや果物を砂糖で甘く煮たりするレシピが好まれる。家庭で手作りするレシピを記録した書籍もある。
ルゲラーによく似たシュネッケンは東ヨーロッパのユダヤ人 (ポーランド、ロシア、ウクライナ) のペストリー。一般的にクリームチーズの生地を筒状に巻いてからスライスして焼くため、円盤状で渦巻き模様がある（シナモンロール参照）。ルゲラーはひとつずつ三角形の生地を巻いて三日月形にととのえる。近年、生地で具を包む料理法を応用して、鶏肉と動物性脂肪 (シュマルツ)、あるいはサーモンとブルサンチーズを使った料理が登場した 。

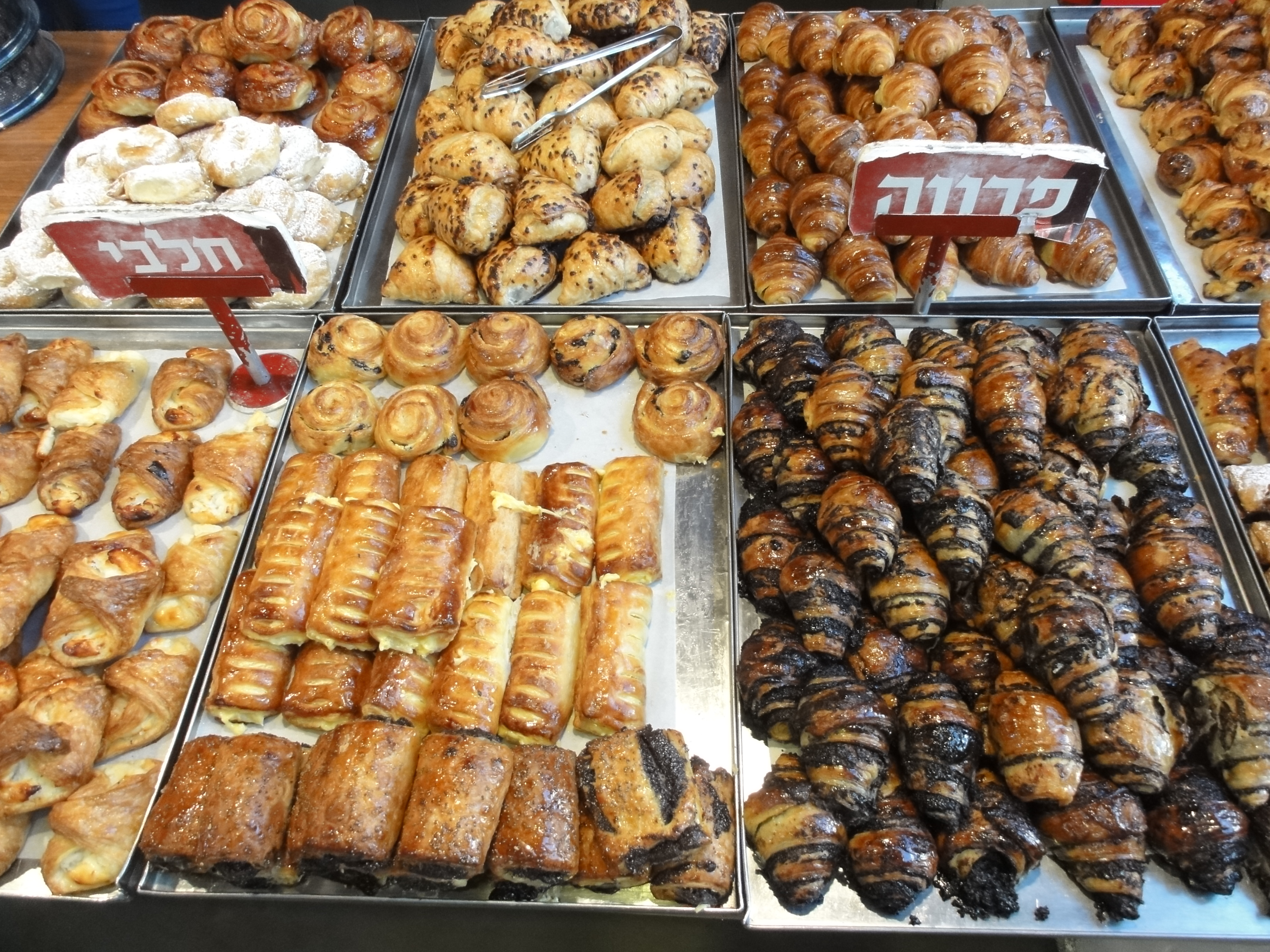
イスラエルのベーカリー店頭。ルゲラー (右) とシュネッケン (写真中央・左奥)